# Clot de Llastarri
El Clot de Llastarri és un paratge del terme municipal de Tremp, al Pallars Jussà, dins de l'antic terme ribagorçà d'Espluga de Serra.
Està situat al costat de llevant de l'antic poble de Llastarri; és un clot bastant profund per on davalla el barranc del Clot de Llastarri, afluent per la dreta del barranc de Miralles